# ヒカゲスゲ
ヒカゲスゲ (Carex lanceolata Bott) は、単子葉植物カヤツリグサ科スゲ属の植物の一つ。比較的乾燥した山野に生育する。中型のスゲで、山林には普通に見られる。

## 特徴
大きな株立ちになり、匍匐茎は出さない。冬は大部分の葉が枯れる。春の早くに葉と共に花穂が出る。葉は幅が1.5-2mmと細くてやや堅い。成長すると葉の長さは30cmを越えて、立ち気味に出て柔らかな曲線を描いて先端が垂れる。株の根元では鞘が褐色の繊維に分解したものが密集している。
花は春早くに出て、葉よりも上に伸び上がる。開花時には葉より高く伸びて立ち上がるが、果実のころには葉も伸びて、その間に埋まる。穂の先端には雄小穂がつく。雄小穂は細い棒状で、鱗片は褐色。側小穂は雌性で、間隔を空けて数個が並ぶ。雌小穂の基部には軸があるが、主軸から離れず立ち上がる。苞は鞘があり、先端の葉状部はほとんどない。雌小穂は数個の雌花がやや間を空けてついた細長いもの。鱗片は褐色。
果胞は熟すると倒卵形、ただし基部は幅広くなっている。先端は全く嘴状にとがらない。表面に細かい毛がある。果実は倒卵形で断面は三角。基部は素直に狭まる。これはつまり、果胞の基部が肉厚になっている、ということである。

## 分布
北東アジア一帯に分布する。北海道から九州まで、及び伊豆諸島などに分布。
名前は日陰菅で、木陰に生えるとの名であろう。実際には開けたところには見かけることが少ないが、森林縁の日なたに近いところに多く、むしろ森の中では見かけない。岩場にも多く、やや乾燥したところが好みのようである。

## 近似種
非常によく似た種として古くから知られた種にホソバヒカゲスゲ (Carex humilis Less. var. nana (H. Lev. et Vaniot) Ohwi) がある。同種内の亜種ないし変種とされたこともある。葉の幅がさらに細くて0.5-1.5mmであること、それに花穂がはるかに短い点が特徴で、ヒカゲスゲの花が葉の上に伸び上がって咲くのに対して、ホソバヒカゲスゲの場合、新しい葉の陰に花が出る。それ以外の特徴はよく似ている。分布もほぼ同じである。この種そのものはヨーロッパまで分布するものである。
2000年頃よりさらに種内変異と思われていたものから種として独立させるべきものがあると考えられるようになり、検討が進行中のようである。

## 分類
頂小穂が雄性、側小穂が雌性、苞に鞘があり、鱗片が褐色に色づき、果胞に毛があるといった特徴を持つものをまとめてヒカゲスゲ節とし、あるいはヒメスゲ節やヒナスゲ節もこれと併せる考えもある。
日本では、上記の2種以外はごく限られた地域でのみ発見されている。以下に代表的なものを挙げる。
スゲ属 Carex
- ヒカゲスゲ節 Sect. Digitatae
  - ヒカゲスゲ C. lanceolata Bott
  - ホソバヒカゲスゲ C. humilis Less. var. nana (H. Lev. et Vaniot) Ohwi
  - アズマスゲ C. lasiolepis Franch. var. lasiolepis
  - サヤマスゲ C. hashimotoi Ohwi
  - アカスゲ C. quadriflora (Kuek.) Ohwi